# Boivin (cràter)
Boivin és un cràter d'impacte en el planeta Venus de 20,4 km de diàmetre. Porta el nom de Marie Boivin (1773-1847), matrona, obstreta i investigadora francesa, i el seu nom va ser aprovat per la Unió Astronòmica Internacional el 1994.